# Баржанова, Маргарита Валерьевна
Маргарита Валерьевна Баржанова (род. 15 февраля 1963, Ульяновск, Ульяновская область, СССР) — российский политический деятель, депутат Государственной Думы Федерального Собрания Российской Федерации III и IV созывов (1999—2007 годы).

## Биография
Родилась 15 февраля 1963 года в Ульяновске. Там же окончила среднюю школа № 15 и поступила в ульяновский филиал Барышского технологического техникума.
Окончила Барышский технологический техникум. В 1980 году начала работать. Работала курьером, маляром, ученицей портнихи.
Вышла замуж за курсанта военного училища. Когда муж получил звание офицер, переехали в Хабаровский край.
В 1987 году была избрана коллективом на должность главного инженера районного управления бытового обслуживания района имени Лазо Хабаровского края.
В 1989 году создала кооператив, торговавший вениками, затем лесом.
В начале 1990-х создала ещё ряд коммерческих структур. К 1995 году владела шестью коммерческими фирмами, купила акции Хабаровского мясокомбината. Вела судебные разбирательства с бывшим руководством мясокомбината. К 1999 году являлась председателем совета директоров ОАО «Хабаровский мясокомбинат», возглавляла Хабаровское региональное отделение партии «Союз правых сил».
Осенью 1999 года была включена в федеральный список избирательного блока «Союз Правых Сил» на выборах в Государственную думу 3 созыва, назначенных на 19 декабря 1999 года. В группе «Дальний Восток» была по № 2 после Ф. М. Бурлацкого, 72-летнего московского политолога. По итогам выборов федеральный список СПС получил 24 мандата из которых один был передан группе «Дальний Восток». 29 декабря получила мандат депутата.
С января 2000 года по декабрь 2003 года — депутат Госдумы 3 созыва, входила во фракцию «Союз Правых Сил», была членом комитета по энергетике, транспорту и связи.
В ноябре 2001 года стала заместителем руководителя межфракционной группы депутатов Госдумы «Электронная Россия».
В 2002 году в 39 лет окончила Санкт-Петербургский государственный инженерно-экономический университет.
Осенью 2003 года была включена в федеральный список избирательного объединения партия «Единство и Отечество — Единая Россия» на выборах в Государственную думу 4 созыва назначенных на 7 декабря 2003 года. Член партии «Единая Россия», член Центрального политического совета «Единой России».
С декабря 2003 года — депутат Госдумы 4 созыва, входила во фракцию «Единая Россия», была членом комитета по бюджету и налогам. Член Правительственной комиссии по научно-инновационной политике (по 2004 г.). Член правительственной межведомственной рабочей группы для выработки мер по предупреждению и пресечению незаконного вывоза морских биологических ресурсов за пределы исключительной экономической зоны и континентального шельфа Российской Федерации (по 2004 г.).
В 2004 году в 41 год родила дочь. В роддом уехала с заседания Госдумы. Декретный отпуск не брала, вскоре после родов вернулась к работе в Госдуме. Осенью 2004 года критиковала жену министра труда и социального развития РФ Александра Починка Наталью, которая дважды летала рожать в США
Осенью 2004 года была выдвинута на выборах Главы администрации Ульяновской области кандидатом от «Единой России». На состоявшихся 5 декабря 2004 года выборах заняла третье место, получив 14,63 %. Во второй тур вышли Сергей Морозов и Сергей Герасимов (СПС). Однако перед повторным голосованием Герасимов был снят с регистрации и заменён на Маргариту Баржанову. В голосовании 26 декабря 2004 года уступила Морозову.
В 2008—2011 годах директор Всероссийского музея декоративно-прикладного искусства Министерства культуры Российской Федерации. В апреле 2010 года на заседании комитета по культуре Госдумы подняла тему государственно-частного партнёрства. Баржанова предложила установить 20-процентный вычет по НДС для меценатов, делающих пожертвования в учреждения культуры, «обремененные государственными функциями», а также на уровне закона предоставить музеям, музеям-усадьбам право заниматься организацией питания и гостиничным делом. В мае 2011 года была уволена с формулировкой «несоответствие занимаемой должности» после письма, написанного сотрудниками музея в Министерство культуры, где они жаловались на хамское обращение и на то, что директор Баржанова намерена зарабатывать на музее деньги, сокращая научную работу в пользу развлекательных проектов.
С апреля 2012 года по август 2014 года — первый секретарь Посольства России в Китае и представитель Минобрнауки в Китае.
Являлась учредителем «Деловой России» и директором двух АНО: «Русско-китайского образования» и «Китайского университета». Профессор Вэйнаньского университета (Китай).
В марте 2021 году избрана председателем ульяновского регионального отделения объединённой партии «Справедливая Россия — Патриоты — За правду». В этом же году на выборах губернатора Ульяновской области кандидат с отказом в регистрации.

## Образование
Выпускница Санкт-Петербургского государственного инженерно-экономический университета 2002 года. Кандидат экономических наук.

## Награды
Медаль ордена «За заслуги перед Отечеством» II степени, медаль «В память 300-летия Санкт-Петербурга», диплом Союза журналистов России «За открытость в общении с прессой».

## Семья
Две дочери: Мария и Елизавета (р.2004). В 2008 году заявляла, что  имеет троих детей.
Второй муж — Константин Петрович Доценко, профессиональный китаист.